# Enlèvement des matamores de Bou-Chouicha
 (février 2023).
Conquête de l'Algérie par la France
L'enlèvement des matamores de Bou-Chouicha, qui eut lieu du 8 au 11 novembre 1840, est une razzia des troupes françaises durant la conquête de l'Algérie par la France.

## L'opération
Instruit que Bou Hamedy et Mustapha ben Thamy, khalifats d'Abd el-Kader, se sont mis en devoir d'agir, le premier en s'établissant aux sources du rio Salado et le second en envoyant ses cavaliers dans les environs de Mascara, le 8 novembre, le général de Lamoricière part avec ses troupes afin d'enlever les grains déposés dans les matamores de Bou Chouicha, sur la rive droite de l'oued Tlelat, à l'est de Makedra, à 10 lieues d'Oran.
Le 9 novembre, à 6 heures du matin, la division française passe le Tlelat. À 9 heures, elle prend position près des matamores et commence immédiatement à les vider. À 3 heures de l'après-midi, l'opération est terminée ; 200 sacs de blé et 200 sacs d'orge sont chargés sur des mulets et emportés et les auxiliaires des tribus Douairs et Zmelas se font de leur côté également une belle part de prise.
Au retour, l'arrière-garde, à peine sortie du défilé en deçà des matamores, est vivement attaquée par les cavaliers ennemis descendus des hauteurs.
Un combat sérieux s'engage entre les deux parties. Le colonel Ange de Maussion est tué de deux balles. Son corps est récupéré par les cavaliers du 2e régiment de chasseurs d'Afrique, les assaillants laissant quant à eux une vingtaine de tués.

## Forces françaises
Éléments des
- 1er régiment d'infanterie de ligne
- 41e régiment d'infanterie de ligne
- 13e régiment d'infanterie légère
- 15e régiment d'infanterie légère
- 2e régiment de chasseurs d'Afrique